# Rinty Monaghan
Rinty Monaghan est un boxeur nord-irlandais né le 21 août 1918 à Belfast et mort le 3 mars 1984.

## Carrière
Passé professionnel en 1932, Monaghan remporte le titre NBA (National Boxing Association) des poids mouches le 20 octobre 1947 en battant Dado Marino et devient champion unifié le 23 mars 1948 après sa victoire face à Jackie Paterson. Il laissera finalement son titre vacant et mettra un terme à sa carrière en mars 1950 en raison de bronchites chroniques sur un bilan de 52 victoires, 9 défaites et 8 matchs nuls.